# Muricea purpurea
Muricea purpurea är en korallart som beskrevs av Addison Emery Verrill 1864. Muricea purpurea ingår i släktet Muricea och familjen Plexauridae. Inga underarter finns listade i Catalogue of Life.